# Dekatriata
Dekatriata es un clado de quelicerados planatergos que incluye los grupos Arachnida, Chasmataspidida, Eurypterida y, además, los dos géneros troncales Winneshiekia y Houia. Los miembros de Dekatriata se define por poseer un opistosoma con 13 segmentos como plano de base (número que se ha propuesto que se reduzca secundariamente en la mayoría de los órdenes de arácnidos) y apéndices fusionados en forma de placa en el primer segmento opistosómico (somito VII).